# Romário Pereira Sipião
Romário Pereira Sipião, eller bara Romário (även känd som Romarinho), född 10 augusti 1985 i Imperatriz, är en brasiliansk fotbollsspelare. Han har bland annat spelat för Kalmar FF.

## Spelarkarriär
Romario kom från den brasilianska klubben JV Lideral, som spelade i den regionala divisionen Campeonato Maranhense, och provspelade för Gais under sommaren 2009. Han skrev senare på ett 4,5-årskontrakt med klubben.
Efter GAIS degradering till Superettan 2013 blev det i december 2012 klart att Romario undertecknat ett 4-års-avtal med Kalmar FF Inför säsongen 2019 förlängde han återigen sitt kontrakt, nu med 4,5 år. Romario förlängde sedan sitt kontrakt med Kalmar FF över säsongen 2023.
År 2017 utsågs Romario till Årets spelare i Kalmar FF av såväl fans som av Radio Kalmars redaktion. Romario var klubbens bästa målskytt i seriespel både 2017 och 2018. Romario erhöll i hemmamatchen mot Mjällby AIF 2024 sitt sjätte röda kort i allsvenskan och är därmed den mest utvisade KFF-spelaren i Allsvenskan genom tiderna. Endast Claes Cronqvist och Mats Rubarth har fler röda kort i Allsvenskan än Romario. 
Med sitt 1–1-mål i vinstmatchen mot Hammarby (2–1) i maj 2021 blev Romario ensam rekordinnehavare som bäste målskytt på Guldfågeln Arena genom tiderna. Målet var hans 17:e. Rekordet delades tidigare med Marcus Antonsson. Under perioden 2016-2023 tilldömdes Romario flest frisparkar per säsong i Allsvenskan, åtta säsonger i rad. Med sitt mål mot IFK Göteborg i maj 2022 blev Romario den första spelaren sedan 1971 att ha gjort mål i 13 allsvenska säsonger i rad.

## Spelstil
Romario är en bolltrygg och teknisk spelare med bra passningsfot och bra skott.

## Karriärstatistik
| Klubb                                                     | Säsong            | Inhemsk liga      | Inhemsk liga | Inhemsk liga | Nat. täv. | Nat. täv. | Internat. täv. | Internat. täv. | Totalt | Totalt |
| Klubb                                                     | Säsong            | Serie             | SM           | Mål          | SM        | Mål       | SM             | Mål            | SM     | Mål    |
| --------------------------------------------------------- | ----------------- | ----------------- | ------------ | ------------ | --------- | --------- | -------------- | -------------- | ------ | ------ |
| GAIS                                                      | 2009              | Allsvenskan       | 12           | 0            | 0         | 0         | 0              | 0              | 12     | 0      |
| GAIS                                                      | 2010              | Allsvenskan       | 17           | 1            | 1         | 0         | 0              | 0              | 18     | 1      |
| GAIS                                                      | 2011              | Allsvenskan       | 17           | 2            | 0         | 0         | 0              | 0              | 17     | 2      |
| GAIS                                                      | 2012              | Allsvenskan       | 24           | 4            | 0         | 0         | 0              | 0              | 24     | 4      |
| GAIS                                                      | Totalt i klubblag | Totalt i klubblag | 70           | 7            | 1         | 0         | 0              | 0              | 71     | 7      |
| Kalmar FF                                                 | 2013              | Allsvenskan       | 24           | 1            | 4         | 2         | 0              | 0              | 28     | 3      |
| Kalmar FF                                                 | 2014              | Allsvenskan       | 26           | 1            | 0         | 0         | 0              | 0              | 26     | 1      |
| Kalmar FF                                                 | 2015              | Allsvenskan       | 21           | 2            | 0         | 0         | 0              | 0              | 21     | 2      |
| Kalmar FF                                                 | 2016              | Allsvenskan       | 29           | 7            | 6         | 1         | 0              | 0              | 35     | 8      |
| Kalmar FF                                                 | 2017              | Allsvenskan       | 29           | 8            | 4         | 0         | 0              | 0              | 33     | 8      |
| Kalmar FF                                                 | 2018              | Allsvenskan       | 29           | 5            | 4         | 2         | 0              | 0              | 33     | 7      |
| Kalmar FF                                                 | 2019              | Allsvenskan       | 27           | 4            | 1         | 0         | 0              | 0              | 28     | 4      |
| Kalmar FF                                                 | 2020              | Allsvenskan       | 27           | 2            | 4         | 0         | 0              | 0              | 31     | 2      |
| Kalmar FF                                                 | 2021              | Allsvenskan       | 29           | 4            | 4         | 0         | 0              | 0              | 33     | 4      |
| Kalmar FF                                                 | 2022              | Allsvenskan       | 30           | 1            | 4         | 0         | 0              | 0              | 34     | 1      |
| Kalmar FF                                                 | 2023              | Allsvenskan       | 30           | 0            | 4         | 0         | 2              | 0              | 36     | 0      |
| Kalmar FF                                                 | 2024              | Allsvenskan       | 29           | 0            | 0         | 0         | 0              | 0              | 29     | 0      |
| Kalmar FF                                                 | Totalt i klubblag | Totalt i klubblag | 330          | 35           | 35        | 5         | 2              | 0              | 367    | 40     |
| Antal matcher och mål är korrekt per den 11 november 2024 |                   |                   |              |              |           |           |                |                |        |        |

### Webbsidor
- Romário Pereira Sipião på Svenska Fotbollförbundets webbplats
- Romario på futpedia (portugisiska)
- Spelarprofil på Gais webbsida